# Monolistra lavalensis
Monolistra (Typhlosphaeroma) lavalensis là một loài chân đều trong họ Sphaeromatidae. Loài này được Stoch miêu tả khoa học năm 1984.